# Петроглифы Карасай

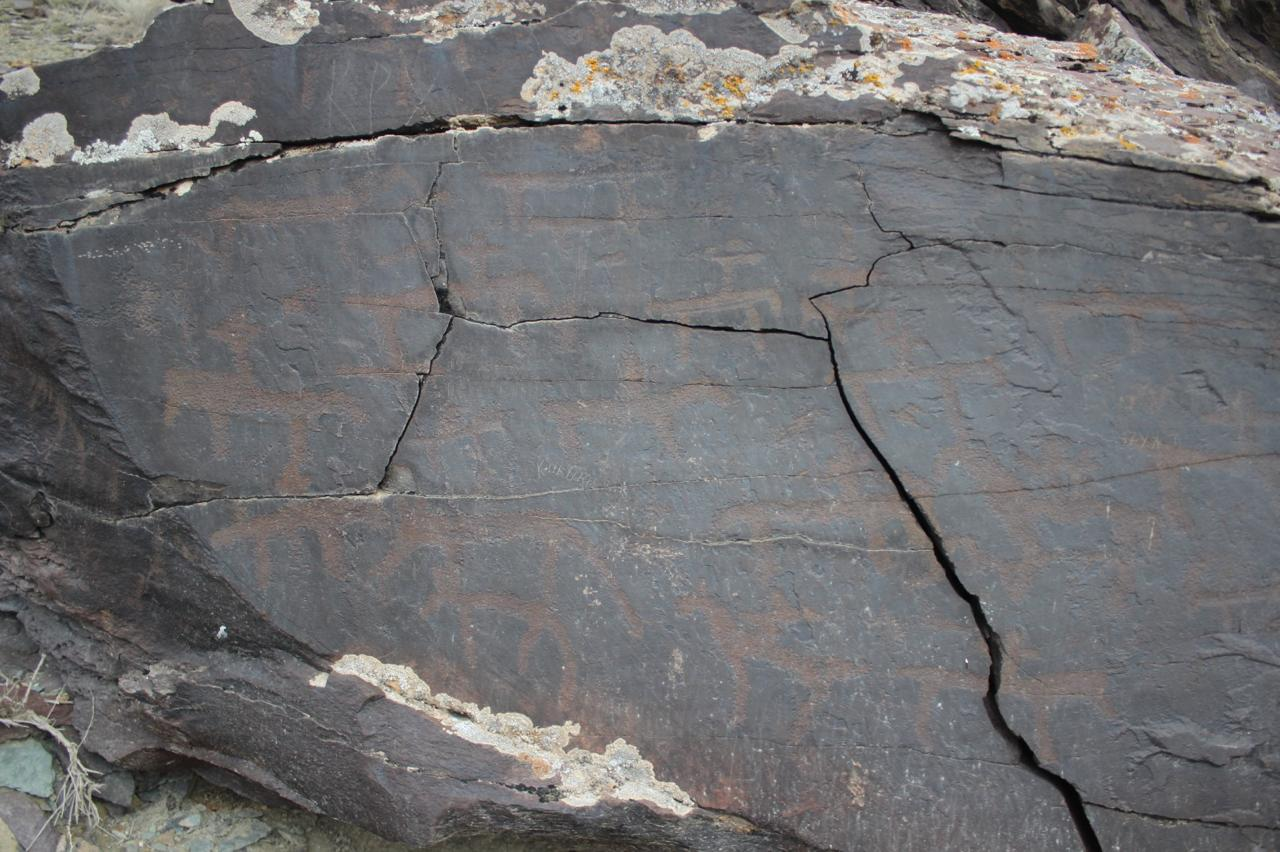

## Особенности карасайских петроглифов
Карасайские петроглифы находятся в 5 км к юго-востоку от села Жармыш, Мангистауской области, у входа в ущелье Карасай в горах Восточного Каратау (координаты: 44°07’51,9" с. ш., 52°31’19,6" в. д.).
На скалах изображены силуэты конных воинов, а также изображения безоаровых козлов и архаров — животных, некогда населявших эту территорию. Эти произведения древних художников являются свидетельством жизни и культуры древних народов региона.
Карасайские петроглифы пока недостаточно изучены археологами и исследователями. В научных работах, посвящённых петроглифам Мангистау, они почти не упоминаются. Среди таких трудов можно выделить издания как периода СССР (например, Медоев А. Г. «Гравюры на скалах. Сары-Арка, Мангышлак». Алма-Ата: «Жалын», 1979, с. 14-17), так и современного Казахстана.

## Возраст карасайских петроглифов
Возраст карасайских петроглифов предположительно относится к бронзовому веку, о чём свидетельствуют изображения безоаровых козлов — характерных для искусства этого периода. Бронзовый век известен своей охотничьей тематикой, когда животные, такие как козлы, играли важную роль в жизни людей. Однако на петроглифах также встречаются изображения всадников, что указывает на возможность их создания в более поздние эпохи, включая этнографический период. Поскольку петроглифы региона пока не полностью изучены, возможна их более поздняя датировка.